# Блэк, Джордж
Джордж Блэк (англ. George Black, 10 апреля 1873 года, Вудсток, Нью-Брансуик — 23 августа 1965 года, Ванкувер, Британская Колумбия) — юрист, политик, восьмой комиссар Юкона, Председатель Палаты общин Канады с 1930 по 1935 годы.
Получил образование в Ришибукто и Фредериктоне. Начал юридическую практику в Нью-Брансуике, а затем отправился на Клондайк во время золотой лихорадки, где два года провел золотоискателем. Начиная с 1900 года является юристом в Доусоне и Уайтхорсе. В 1904 году Блэк женился на Марте Луизе Блэк.
С 1905 по 1911 годы Блэк был членом законодательного собрания Юкона, после чего стал восьмым комиссаром территории. В 1916 году Блэк оставил пост комиссара и организовал пехоту Юкона для участия в Первой мировой войне. Набрал 275 человек добровольцев и с ними в ранге капитана отправился в Европу. В 1918 году во Франции близ Амьена был серьёзно ранен.
Член консервативной партии Канады с 1921 года. Представлял Юкон в канадском парламенте почти полвека с 1921 по 1953 годы. Во время болезни в 1935 году его жена баллотировалась на его место в парламенте, выиграла выборы став второй женщиной в палате общин Канады. На следующих выборах она уступила место своему мужу. В 1953 году баллотировался в парламент в восьмой раз, но проиграл выборы.